# Liane Margarida Rockenbach Tarouco
Liane Margarida Rockenbach Tarouco (Cerro Largo, 22 de janeiro de 1947) foi uma física brasileira e uma das pioneiras da Internet brasileira. Foi autora do primeiro livro sobre redes de computadores do Brasil. Foi empossada no Internet Hall of Fame em 2021.

## Biografia
Liane Tarouco nasceu em 1947 em Cerro Largo, então pertencente ao município de São Luiz Gonzaga, no interior do Rio Grande do Sul. É filha do fiscal da receita Arthur Eugenio Rockenbach, descendente de alemães católicos provenientes da Renânia-Palatinado, e Eugenia Margarida Dillenburg Rockenbach. 
Em 1971 casou com o empresário Luiz Carlos da Silva Tarouco, com quem teve 3 filhos: Larson, Lauren e Liliane.

## Carreira acadêmica
Durante a década de 1960 iniciou sua graduação em Licenciatura em Física pela Universidade Federal do Rio Grande do Sul. Durante esse período foi bolsista do Departamento Municipal de Água e Esgotos (DMAE) de Porto Alegre, e foi uma das pessoas selecionadas para fazer um curso de programação quando o DMAE preparava-se para comprar seu primeiro computador, tendo seu primeiro contato com a área de informática.
Em 1970 graduou-se em Licenciatura em Física pela Universidade Federal do Rio Grande do Sul e começou a trabalhar na UFRGS como professora de informática. 
Em 1973 participou no Rio de Janeiro de um curso ministrado por Leonard Kleinrock, pioneiro da ARPANET, e passou a se dedicar à área de redes de computadores, iniciando na época o projeto Rede Sul de Teleprocessamento (RST), a primeira iniciativa de interligação de universidades via redes de computadores no Brasil, que não chegou a se concretizar devido aos custos.
Em 1976 obteve o título de mestre em Ciências da Computação na UFRGS e em 1977 lançou o livro Redes de Comunicação de Dados pela editora LTC, primeiro livro sobre o assunto no país.
Durante os anos 1980 participou de projetos de pesquisa de redes na UFRGS e em 1990 obtém o título de doutora em Engenharia Elétrica/Sistema Digitais pela Universidade de São Paulo.
Coordenou o projeto que resultou em 1993 na criação da Rede Tchê, a rede de computadores que integra universidades e centros de pesquisa localizados no estado do Rio Grande do Sul.
Participou de 2010 a 2013 do projeto REMOA (Rede-Cidadã de Monitoramento do Ambiente baseado em Conceitos da Internet das Coisas), um projeto para o monitoramento remoto de pacientes com doenças crônicas baseado nos conceitos da Internet das Coisas para prover a comunicação autônoma de dispositivos de monitoramento viabilizando a constante obtenção de informações a respeito do paciente monitorado e de forma não intrusiva. Atuou junto ao Programa de Pós-Graduação em Ciência da Computação da UFRGS principalmente na área de Gerência e Segurança de Redes. e atualmente junto ao programa de Pós Graduação em Informática na Educação, como professora, pesquisadora e orientadora investigando o projeto e construção de laboratórios virtuais em mundos imersivos.
Ocupou o cargo de Diretora do Centro Interdisciplinar de Novas Tecnologias na Educação da Universidade Federal do Rio Grande do Sul de 2013 a 1016. De 2017 a 2020 foi Coordenadora do Programa de Pós-Graduação Informática na Educação.

## Prêmios e títulos
- 2021 - Empossada no Internet Hall of Fame.[3]
- 2020 - Prêmio Destaques em Governança de Internet., Comitê Gestor da Internet no Brasil.
- 2020 - Premio Alberto Courrege Gomide, Grupo de Trabalho em Engenharia e Operação de Redes e Grupo de Trabalho em Segurança de Redes NICbr.
- 2018 - 3o lugar I Workshop Inovação Tecnológica, CAPES.
- 2017 - Workshop Internet das Coisas na Educação - 2o lugar, SBC-CBIE-II WICE.
- 2017 - 2o. Lugar Concurso de Teses e Dissertações (orientadora da tese premiada), Sociedade Brasileira de Computação.
- 2017 - Menção honrosa Prêmio CAPES de Tese (corientadora da tese premiada), CAPES.
- 2013 - Prêmio Destaque SBRC 2013, Simpósio Brasileiro de Redes de Computadores da Sociedade Brasileira de Computação.
- 2011 - Reconhecimento de Mérito Acadêmico, Universidade Federal do Rio Grande do Sul.
- 2010 - Melhor trabalho técnico do Simpósio Brasileiro de Segurança da Sociedade Brasileira de Computação.
- 2006 - Prêmio SUCESU 40 anos - Personalidade mais importante da Informática, SUCESU - Associação de Usuários de Informática e Telecomunicações.
- 2006 - Prêmio SUCESU 40 anos - Destaque como fato relevante na década 1976-1985, SUCESU - Associação de Usuários de Informática e Telecomunicações.
- 2006 - Melhor trabalho técnico do Simpósio Brasileiro de Informática na Educação da Sociedade Brasileira de Computação.
- 2001 - 10 melhores trabalhos do SBRC - Simpósio Brasileiro de Redes de Computadores da Sociedade Brasileira de Computação.
- 1999 - Medalha Cidade de Porto Alegre pelos serviços prestados à cidade no projeto de uma rede metropolitana de alta velocidade, concedido pela Prefeitura Municipal de Porto Alegre.
- 1995 - Silver Core, pela International Federation for Information Processing (IFIP).
- 1990 - IFIP Award, pela International Federation for Information Processing (IFIP).
- 1987 - Segundo Melhor Trabalho Técnico, SUCESU-SP.
- 1983 - Melhor Trabalho Técnico apresentado no Congresso Nacional de Informática da SUCESU - Associação de Usuários de Informática e Telecomunicações.